# Bruce Andrews
Bruce Andrews (ur. 1948) – amerykański poeta.
Urodzony w Chicago, studiował stosunki międzynarodowe i nauki polityczne, m.in. w Harvardzie. Pierwsza jego książka ukazała się w 1973 roku.
Wraz z Charlesem Bernsteinem wydawał w latach 1978–1981 czasopismo L=A=N=G=U=A=G=E, sztandarowy organ ruchu poetyckiego o tej samej nazwie. W 1984 roku większość z zawartości trzynastu numerów pisma została zebrana w książce The L=A=N=G=U=A=G=E Book. Ruch L=A=N=G=U=A=G=E dotyczy najznaczniejszej awangardowej grupy poetów amerykańskich ostatniego ćwierćwiecza XX wieku. Związany jest m.in. z traktowaniem języka jako gry i stosowaniem matematycznej strukturalności w budowaniu wiersza.
Andrews zajmował się także polityką – od 1975 roku jest profesorem nauk politycznych w nowojorskim Fordham University. Zajmuje się radykalnymi systemami politycznymi. Jego poezja tworzona jest zgodnie z założeniem, że systematyczne łamanie norm językowych to swoisty akt polityczny będący w stanie nieść za sobą zmiany.
Wydał ok. 40 tomów poezji – indywidualnie lub wspólnie z innymi poetami – np. Don't Have Any Paper So Shut Up (Or, Social Romanticism) (1992) i Ex Why Zee: Performance Texts, Collaborations with Sally Silvers, Word Maps, Bricolage & Improvisation (1995). Jest także autorem licznych esejów.